# Lasiocroton
Lasiocroton es un género con cinco especies de plantas perteneciente a la familia Euphorbiaceae, dentro de la subfamilia Acalyphoideae.

## Taxonomía
El género fue descrito por August Heinrich Rudolf Grisebach y publicado en Flora of the British West Indian Islands 46. 1859. La especie tipo es: Seidelia mercurialis Baill.	

## Especies aceptadas
A continuación se brinda un listado de las especies del género Lasiocroton aceptadas hasta octubre de 2012, ordenadas alfabéticamente. Para cada una se indica el nombre binomial seguido del autor, abreviado según las convenciones y usos.
- Lasiocroton bahamensis Pax & K.Hoffm.
- Lasiocroton fawcettii Urb.
- Lasiocroton gracilis Britton & P.Wilson
- Lasiocroton harrisii Britton
- Lasiocroton macrophyllus (Sw.) Griseb.